# بيرني كاسترو
بيرني كاسترو (بالإنجليزية: Bernie Castro)‏ هو لاعب كرة قاعدة دومينيكاوي، ولد في 14 يوليو 1979 في سانتو دومينغو في جمهورية الدومينيكان.

## وصلات خارجية
- بيرني كاسترو على موقع دوري كرة القاعدة الرئيسي (الإنجليزية)
- بيرني كاسترو على موقعبيزبول رفرنس.كوم (الدوري الرئيسي) (الإنجليزية)
- بيرني كاسترو على موقع إي إس بي إن.كوم (أم.أل.بي) (الإنجليزية)
- بيرني كاسترو على موقع مشجعي الرسوم البيانية (الإنجليزية)